# Daley Blind
Daley Blind (phát âm tiếng Hà Lan: [ˈdeːli ˈblɪnt]; sinh ngày 9 tháng 3 năm 1990) là một cầu thủ bóng đá chuyên nghiệp người Hà Lan hiện đang thi đấu cho câu lạc bộ La Liga Girona. Vị trí sở trường của anh là trung vệ, song anh cũng có thể thi đấu tốt ở cả vị trí hậu vệ trái lẫn tiền vệ phòng ngự.
Là con trai của cựu hậu vệ Ajax và huấn luyện viên trưởng của đội tuyển Hà Lan Danny Blind, Blind chơi bóng hầu hết mọi cấp bậc ở Ajax, sau đó anh trở thành một trụ cột của đội bóng này sau thời gian cho mượn tại Groningen và giành được 4 danh hiệu Eredivisie liên tiếp với câu lạc bộ. Tháng 9 năm 2014, anh chuyển sang khoác áo Manchester United với bản hợp đồng trị giá 13,8 triệu bảng, tại đây anh giành được 4 danh hiệu bao gồm Cúp FA, Cúp EFL và UEFA Europa League. Vào mùa hè năm 2018, Blind trở lại Ajax và giành được danh hiệu Eredivisie thứ năm và KNVB Cup đầu tiên trong mùa giải đầu tiên trở lại câu lạc bộ.
Anh tham gia thi đấu quốc tế kể từ năm 2013 đến năm 2024, ra sân hơn 100 trận cho đội tuyển bóng đá quốc gia Hà Lan và là thành viên của đội tuyển giành hạng ba FIFA World Cup 2014. Anh còn góp mặt trong đội tuyển tham gia thi đấu tại UEFA Euro 2020, FIFA World Cup 2022 và UEFA Euro 2024.

## Sự nghiệp ở câu lạc bộ

### Ajax
Blind bắt đầu sự nghiệp của mình ở lò đào tạo trẻ của câu lạc bộ quê hương anh, Ajax; cùng một câu lạc bộ nơi cha anh, Danny đã thành danh với tư cách là một cầu thủ chuyên nghiệp. Blind là sản phẩm của hệ thống đào tạo trẻ Ajax và mặc dù chính thức vẫn là học viên B-junior, anh đã trở thành trụ cột của đội A-juniors trong mùa giải 2007–08, trước khi được thăng hạng lên đội một Ajax mùa giải 2008–09. Anh là một tiền vệ trong suốt hành trình thăng tiến ở các cấp độ trẻ của Ajax, thường chơi ở vị trí 'số  6' hoặc vai trò 'trung vệ thứ ba'. Anh đã thể hiện nhiều hứa hẹn khi còn là một cầu thủ trẻ và được làm đội trưởng của Jong Ajax vào năm 2007. Anh ký hợp đồng chuyên nghiệp đầu tiên ở tuổi 17, ràng buộc anh với câu lạc bộ cho đến ngày 1 tháng 7 năm 2010.
Vào ngày 7 tháng 12 năm 2008, Blind có trận ra mắt đội một Ajax trong trận đấu với FC Volendam trên sân khách. Blind đã tạo ra ảnh hưởng ngay lập tức khi thực hiện quả đá phạt góc qua hậu vệ Volendam, từ đó Jan Vertonghen ghi bàn ấn định chiến thắng cho Ajax. Ngày 19 tháng 12 năm 2008, anh ký hợp đồng gia hạn với Ajax cho đến ngày 30 tháng 6 năm 2013.

#### Cho mượn tới Groningen
Vào ngày 5 tháng 1 năm 2010, anh gia nhập Groningen dưới dạng cho mượn trong phần còn lại của mùa giải 2009–10, trong kỳ chuyển nhượng mùa đông. Tại Groningen, Blind chủ yếu được sử dụng ở vị trí hậu vệ phải. Anh gần như đã được Ajax bán cho Groningen với giá 1,5 triệu euro trên cơ sở vĩnh viễn nhưng động thái này đã không thành hiện thực.

#### Trở lại Ajax
Hai mùa giải tiếp theo chứng kiến Blind đóng góp vào hai chức vô địch quốc gia Eredivisie cùng Ajax, cho mùa giải 2010–11 và mùa giải 2011–12, chức vô địch đầu tiên sẽ là chức vô địch thứ 30 của Ajax. Tuy nhiên, màn trình diễn của Blind khi được trao cơ hội là không thuyết phục và anh thậm chí còn bị la ó rời sân trong một trận đấu của Eredivisie. Dưới sự dẫn dắt của huấn luyện viên mới được bổ nhiệm Frank de Boer, Blind ngày càng được tin tưởng và có nhiều thời gian thi đấu hơn, giúp anh có được vị trí hậu vệ trái được lựa chọn hàng đầu với vị trí xuất phát cố định trong mùa giải 2012–13.
Vào ngày 23 tháng 4 năm 2013, Marc Overmars thông báo rằng Ajax và Blind đã đạt được thỏa thuận gia hạn hợp đồng của anh ấy thêm ba năm, ràng buộc anh với câu lạc bộ cho đến mùa hè năm 2016. Ngày 5 tháng 5, Blind đóng góp vào danh hiệu Eredivisie thứ ba liên tiếp, đánh dấu danh hiệu quốc gia thứ 32 của câu lạc bộ, giúp đánh bại Willem II 5–0 trên sân nhà và giành lấy vị trí đầu bảng chỉ một ngày thi đấu kể từ khi mùa giải kết thúc. Cuối ngày hôm đó, có thông báo rằng Blind đã được vinh danh là Cầu thủ xuất sắc nhất năm của AFC Ajax cho mùa giải 2012–13, sau khi chơi năm thứ năm xuất sắc cho Ajax, từ vị trí hậu vệ trái xuất phát.
Trong mùa giải 2013–14, De Boer đã đưa Blind trở lại vị trí tiền vệ trung tâm phòng ngự bẩm sinh của anh và được vinh danh là Cầu thủ xuất sắc nhất năm của Hà Lan khi Ajax giành chức vô địch giải đấu thứ tư liên tiếp.

### Manchester United
Ngày 30 tháng 8 năm 2014, Manchester United đã thông báo trên trang web của họ rằng họ đã đạt được thỏa thuận với Blind đến kiểm tra y tế và các điều khoản cá nhân. Ngày 1 tháng 9 năm 2014, anh chuyển đến câu lạc bộ Manchester United với giá 13,8 triệu bảng Anh. Anh có trận ra mắt mười ba ngày sau đó, chơi đủ 90 phút giúp United đánh bại Queens Park Rangers 4–0 tại Old Trafford với chiến thắng đầu tiên của mùa giải. Ngày 21 tháng 10 năm 2014 Daley Blind có bàn thắng đầu tiên cho đội bóng bằng pha sút bóng chìm hiểm hóc gỡ hòa 2–2 trong trận gặp West Bromwich Albion.

## Sự nghiệp quốc tế

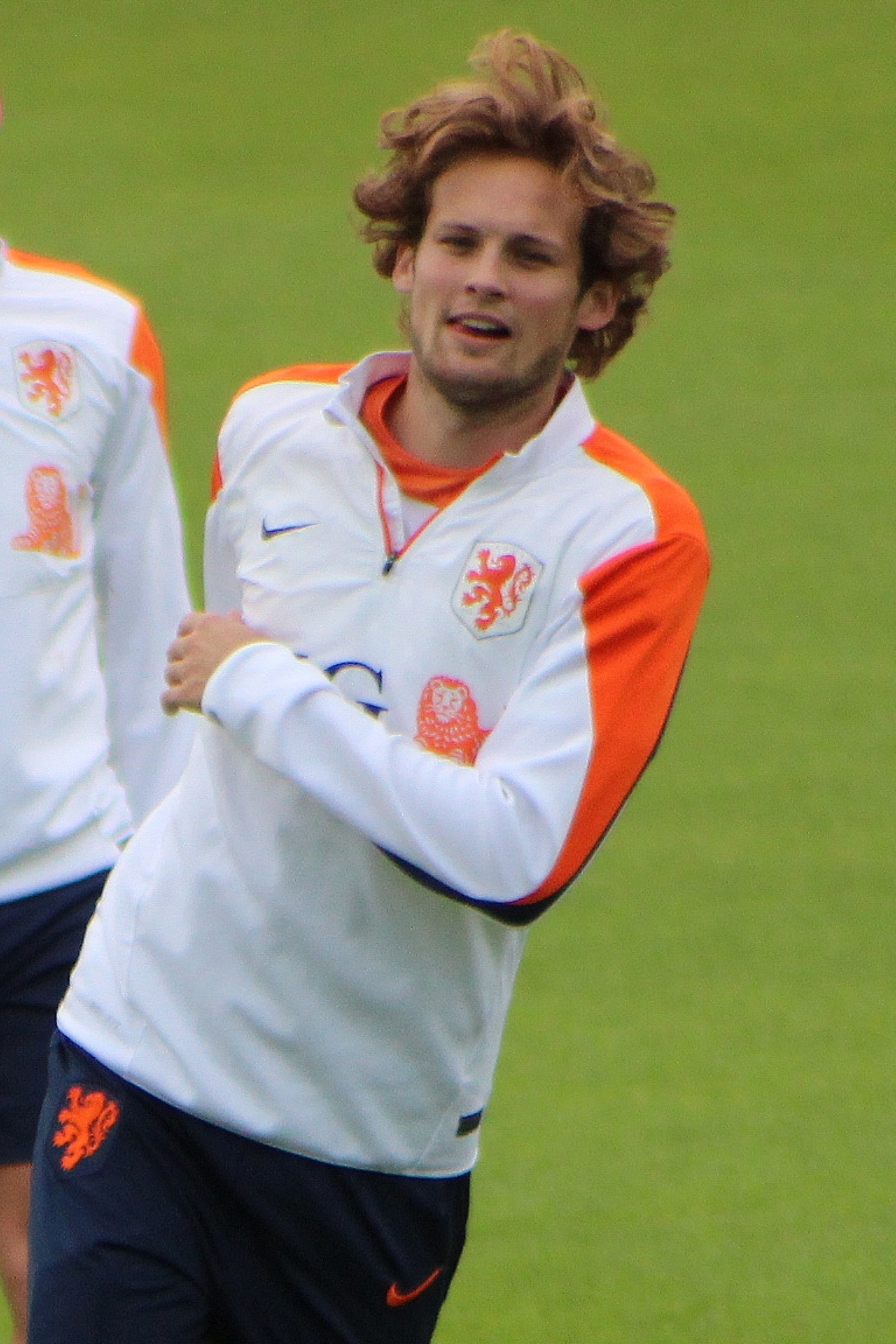
Blind tập luyện cùng đội tuyển quốc gia Hà Lan năm 2014

### Thời trẻ
Blind đã được gọi vào đội U-21 Hà Lan thi đấu ở giải 2007 European Championships. Sau khi bỏ lỡ trận mở màn vì án treo giò, anh ghi một cú đúp trước Iceland trong trận đấu thứ hai. Nhưng bị dính chấn thương mắt cá chân trong trận đấu đó và kết thúc sự tham gia của mình trong phần còn lại của giải đấu. Anh được gọi vào đội U-21 cho vòng loại giải vô địch châu Âu năm 2011 nhưng không để góp mặt chính thức mà lại ngồi trên băng ghế dự bị. Ngày 13 tháng 10, anh đã thi đấu trận đầu tiên trong chiến dịch vòng loại, khi vào thay thế cho đồng đội Ajax là Siem de Jong trong một chiến thắng 4-0 ở Ba Lan.

### Chuyên nghiệp
Blind có trận ra mắt cho đội bóng Hà Lan vào ngày 06 tháng 2 năm 2013, trong thời gian thi đấu anh trở lại vị trí sở trường, gặp đối thủ Italia trong một trận giao hữu tại Amsterdam Arena. Trận đấu kết thúc với tỷ số hòa 1-1 và Blind chơi đủ 90 phút.
Trong tháng 6 năm 2014, Anh đã được lựa chọn trong đội hình của Hà Lan cho vòng chung kết World Cup 2014. Anh chơi ở vị trí hậu vệ cánh trái cho trận mở màn khi đối đầu với Tây Ban Nha, hỗ trợ cho Robin van Persie và Arjen Robben, anh có một pha treo bóng cho Robin van Persie ghi bàn bằng đầu đẹp mắt trong chiến thắng 5-1 trước Đương kim vô địch World Cup Tây Ban Nha. Anh ghi bàn thắng đầu tiên cho Hà Lan trong trận thắng 3-0 trước Brazil trong cuộc cạnh tranh vị trí thứ ba, cha anh Danny Blind và Huấn luyện viên trưởng Louis van Gaal rất thích thú với bàn thắng ấn tượng đó.

## Thống kê sự nghiệp

### Câu lạc bộ
Tính đến ngày 21 tháng 3 năm 2021.
| Câu lạc bộ          | Mùa giải            | Giải đấu            | Giải đấu | Giải đấu | Cúp quốc gia | Cúp quốc gia | Cúp liên đoàn | Cúp liên đoàn | Châu Âu | Châu Âu | Khác | Khác | Tổng cộng | Tổng cộng |
| Câu lạc bộ          | Mùa giải            | Hạng                | Trận     | Bàn      | Trận         | Bàn          | Trận          | Bàn           | Trận    | Bàn     | Trận | Bàn  | Trận      | Bàn       |
| ------------------- | ------------------- | ------------------- | -------- | -------- | ------------ | ------------ | ------------- | ------------- | ------- | ------- | ---- | ---- | --------- | --------- |
| Ajax                | 2008–09             | Eredivisie          | 5        | 0        | 0            | 0            | —             | —             | 1       | 0       | —    | —    | 6         | 0         |
| Ajax                | 2009–10             | Eredivisie          | 0        | 0        | 0            | 0            | —             | —             | 0       | 0       | —    | —    | 0         | 0         |
| Ajax                | 2010–11             | Eredivisie          | 10       | 0        | 4            | 0            | —             | —             | 4       | 0       | 0    | 0    | 18        | 0         |
| Ajax                | 2011–12             | Eredivisie          | 21       | 0        | 1            | 0            | —             | —             | 3       | 0       | 1    | 0    | 26        | 0         |
| Ajax                | 2012–13             | Eredivisie          | 34       | 2        | 3            | 0            | —             | —             | 8       | 0       | 1    | 0    | 46        | 2         |
| Ajax                | 2013–14             | Eredivisie          | 29       | 1        | 6            | 0            | —             | —             | 8       | 0       | 1    | 0    | 44        | 1         |
| Ajax                | 2014–15             | Eredivisie          | 3        | 0        | 0            | 0            | —             | —             | 0       | 0       | 0    | 0    | 3         | 0         |
| Ajax                | Tổng cộng           | Tổng cộng           | 102      | 3        | 14           | 0            | —             | —             | 24      | 0       | 5    | 0    | 146       | 3         |
| Groningen (mượn)    | 2009–10             | Eredivisie          | 17       | 0        | 0            | 0            | —             | —             | —       | —       | 2    | 0    | 19        | 0         |
| Manchester United   | 2014–15             | Premier League      | 25       | 2        | 4            | 0            | 0             | 0             | —       | —       | —    | —    | 29        | 2         |
| Manchester United   | 2015–16             | Premier League      | 35       | 1        | 7            | 1            | 2             | 0             | 12      | 0       | —    | —    | 56        | 2         |
| Manchester United   | 2016–17             | Premier League      | 23       | 1        | 1            | 0            | 3             | 0             | 11      | 0       | 1    | 0    | 39        | 1         |
| Manchester United   | 2017–18             | Premier League      | 7        | 0        | 1            | 0            | 3             | 0             | 6       | 1       | 0    | 0    | 17        | 1         |
| Manchester United   | Tổng cộng           | Tổng cộng           | 90       | 4        | 13           | 1            | 8             | 0             | 29      | 1       | 1    | 0    | 141       | 6         |
| Ajax                | 2018–19             | Eredivisie          | 34       | 5        | 4            | 1            | —             | —             | 18      | 0       | —    | —    | 56        | 5         |
| Ajax                | 2019–20             | Eredivisie          | 20       | 0        | 2            | 0            | —             | —             | 11      | 0       | 1    | 1    | 34        | 1         |
| Ajax                | 2020–21             | Eredivisie          | 23       | 1        | 3            | 0            | —             | —             | 8       | 0       | —    | —    | 34        | 1         |
| Ajax                | Tổng cộng           | Tổng cộng           | 77       | 6        | 10           | 1            | —             | —             | 37      | 0       | 1    | 1    | 125       | 8         |
| Tổng cộng sự nghiệp | Tổng cộng sự nghiệp | Tổng cộng sự nghiệp | 286      | 13       | 37           | 2            | 8             | 0             | 90      | 1       | 7    | 1    | 428       | 17        |

1. ↑  Số trận ra sân tại UEFA Cup.
2. 1 2  Số trận ra sân tại UEFA Europa League.
3. ↑  Ra sân 2 trận tại UEFA Champions League, 1 trận tại UEFA Europa League.
4. 1 2 3 4  Ra sân tại Johan Cruijff Shield.
5. 1 2  Ra sân 6 trận tại UEFA Champions League, 2 trận tại UEFA Europa League.
6. ↑  Ra sân tại playoffs tranh suất dự cúp châu Âu.
7. ↑  Ra sân 8 trận tại UEFA Champions League, 4 trận tại UEFA Europa League
8. ↑  Ra sân tại FA Community Shield
9. 1 2 3  Số trận ra sân tại UEFA Champions League.
10. ↑  Ra sân 5 trận tại UEFA Champions League và 3 trận tại UEFA Europa League.

### Đội tuyển quốc gia
Tính đến ngày 26 tháng 3 năm 2024.
| Đội tuyển quốc gia | Năm       | Trận | Bàn |
| ------------------ | --------- | ---- | --- |
| Hà Lan             | 2013      | 8    | 0   |
| Hà Lan             | 2014      | 17   | 2   |
| Hà Lan             | 2015      | 9    | 0   |
| Hà Lan             | 2016      | 8    | 0   |
| Hà Lan             | 2017      | 10   | 0   |
| Hà Lan             | 2018      | 8    | 0   |
| Hà Lan             | 2019      | 9    | 0   |
| Hà Lan             | 2020      | 5    | 0   |
| Hà Lan             | 2021      | 14   | 0   |
| Hà Lan             | 2022      | 11   | 1   |
| Hà Lan             | 2023      | 5    | 0   |
| Hà Lan             | 2024      | 2    | 0   |
| Tổng cộng          | Tổng cộng | 106  | 3   |

Bàn thắng quốc tế
Bàn thắng của đội tuyển Hà Lan được ghi trước:
| #  | Ngày                 | Địa điểm                                       | Đối thủ | Bàn thắng | Kết quả | Giải đấu            |
| -- | -------------------- | ---------------------------------------------- | ------- | --------- | ------- | ------------------- |
| 1. | 12 tháng 7 năm 2014  | Sân vận động Mané Garrincha, Brasília, Brasil  | Brasil  | 2–0       | 3–0     | FIFA World Cup 2014 |
| 2. | 12 tháng 11 năm 2014 | Johan Cruyff Arena, Amsterdam, Hà Lan          | México  | 2–3       | 2–3     | Giao hữu            |
| 3. | 3 tháng 12 năm 2022  | Sân vận động Quốc tế Khalifa, Al Rayyan, Qatar | Hoa Kỳ  | 2–0       | 3–1     | FIFA World Cup 2022 |

## Danh hiệu

### Câu lạc bộ
Ajax
- Eredivisie: 2010–11, 2011–12, 2012–13, 2013–14, 2018–19, 2020–21
- KNVB Cup: 2018–19, 2020–21[19]
- Johan Cruijff Shield: 2013, 2019

Manchester United
- FA Cup: 2015–16[20]
- EFL Cup: 2016–17[21]
- FA Community Shield: 2016[22]
- UEFA Europa League: 2016–17[23]

#### Bayern München
- Bundesliga: 2022–23[24]

### Quốc tế
Hà Lan
- Hạng ba FIFA World Cup: 2014[25]

### Cá nhân
- Ajax Tài năng trẻ triển vọng: 2007–08[26]
- Ajax Cầu thủ xuất sắc nhất năm: 2012–13[27]
- Cầu thủ Hà Lan xuất sắc nhất năm: 2014[28]
- Đội hình tiểu biểu Eredivisie: 2012–13, 2013–14, 2018–19
- Đội hình xuất sắc nhất UEFA Europa League: 2016–17[29]
- Đội hình tiêu biểu vòng chung kết UEFA Nations League: 2019[30]